# Wesley So
Wesley So (nascut el 9 d'octubre de 1993), és un jugador d'escacs filipí, que té el títol de Gran Mestre des de 2008. So va assolir el títol de GM a l'edat de 14 anys, 1 mes i 28 dies, cosa que en feia el 8è Gran Mestre més jove de la història. Anteriorment, So havia esdevingut el més jove Mestre Internacional filipí, a l'edat de 12 anys i 10 mesos. El novembre de 2014 es va confirmar que passava a representar la federació dels Estats Units.
Va ser el millor jugador mundial Sub-16. L'octubre de 2008, amb 2610 punts Elo, esdevingué el jugador més jove de la història en trencar la barrera dels 2600 punts, trencant el rècord que tenia anteriorment Magnus Carlsen. (El rècord fou batut posteriorment per Wei Yi.) El gener de 2009, va arribar als 2627 punts, rècord filipí, superant així l'Elo de 2621 del GM Mark Paragua aconseguit l'abril de 2006.
A la llista d'Elo de la FIDE de l'abril de 2022, hi tenia un Elo de 2778 punts, cosa que el situava com a 6è millor jugador del món (en actiu), i en el número 3 d'entre els jugadors dels Estats Units. El seu màxim Elo va ser de 2822 punts, a la llista de febrer de 2017 (posició número 3 al rànquing mundial).

## Resultats destacats en competició
El 2005 fou quart al Campionat del món Sub-12 a Belfort.
El 2008, essent en aquell moment el GM més jove del món, guanyà l'Obert de Dubai, empatat al primer lloc amb Merab Gagunaixvili, Ehsan Ghaem Maghami i Li Chao.
L'agost - setembre de 2008, empatà al 2n lloc amb Zurab Azmaiparaixvili al 1r obert Dragon Capital Vietnam (el campió fou Lê Quang Liêm).
Va guanyar l'edició de 2009 del grup C del Torneig d'escacs Corus. El 2010 empatà al segon lloc al campionat absolut de l'Àsia, disputat a la Badia de Subic (el campió fou Ni Hua).
Entre l'agost i el setembre de 2011 participà en la Copa del món de 2011, a Khanti-Mansisk, un torneig del cicle classificatori pel Campionat del món de 2013, i hi tingué una actuació regular; avançà fins a la segona ronda, quan fou eliminat per Serguei Kariakin (1½-2½).
L'octubre de 2012 fou quart a la SPICE Cup a Saint Louis, amb 5/10 punts (el campió fou Maxime Vachier-Lagrave)
L'agost de 2013 participà en la Copa del Món de 2013, on tingué una actuació regular, i fou eliminat en segona ronda per Ievgueni Tomaixevski ½-1½.
El 2014 va guanyar el 49è torneig Memorial Capablanca, amb un punt de més respecte al segon classificat Lazaro Bruzon,. Després guanya el torneig ACP Golden Classic a Bergamo (Itàlia) amb una puntuació de 4.5/6, amb un punt de més respecte Baadur Jobava. Amb aquest resultats, So se situa com a dotzè millor jugador del món a la llista de la FIDE.
El gener del 2015 fou segon al 77è Torneig Tata Steel amb 8½ de 13, els mateixos que Maxime Vachier-Lagrave, Anish Giri i Liren Ding, i a mig punt del vencedor i campió del món Magnus Carlsen.
Del 17 al 20 de juny de 2016, So va jugar a Leuven el Grand Chess Tour i acabà en segon lloc a la classificació conjunta amb 20.5/36, dos punts i mig per sota del campió, Magnus Carlsen.
El desembre de 2016 guanyà el London Chess Classic amb 6 punts de 9, mig punt per davant de Fabiano Caruana.
El gener de 2017 guanyà la 79a edició del Torneig d'escacs Tata Steel, un punt davant de Magnus Carlsen.
Entre el 28 de juny i el 2 de juliol de 2017 va jugar la segona volta del Grand Chess Tour a Leuven i hi acabà segon, rere Magnus Carlsen. També el 2017 es proclamà Campió dels Estats Units, després de vèncer als playoff de ràpides contra Alexander Onischuk. Va guanyar tres partides, amb vuit taules (+3−0=8) a les partides clàssiques, on va empatar a set punts amb Onischuk.

### Participació en olimpíades d'escacs
Wesley So ha participat, representant les Filipines, en quatre Olimpíades d'escacs entre els anys 2006 i 2012 (dos cops com a 1r tauler), amb un resultat de (+11 =24 –1), per un 63,9% de la puntuació. El seu millor resultat el va fer a l'Olimpíada del 2008 en puntuar 7 de 10 (+4 =6 -0), amb el 70,0% de la puntuació, amb una performance de 2689.